# KATOKU
「KATOKU」（カトク）は、レキシの2枚目のシングル。2017年4月26日に伽羅古録盤（JVCKENWOOD Victor Entertainment）から発売された。初回完全生産限定盤にはレキシ特製オルゴールサウンドメッセージカード付き。

## 概要
レキシとしては2枚目のシングル。2017年2月からダイハツ工業「トール」のCMソングとして放映されている楽曲。。
今回家督をテーマにした理由は「まあ、家族の成長がテーマですが、家督っていうワードはずっと前からあって、曲にしたいなとは思っていて。家督って言葉の響きの面白さと意味が、今回のCMのテーマと結びついて。実は最初に思いついた時は、その中にストーリーとかドラマも描けそうだなと思ってたんですよ。いわゆるお世継ぎ問題とか、結構あるじゃないですか？歴史と切り離せないテーマとして。それで結構広がりそうだなと思ってたんですけど、今回、CMが“ポジティブな家族愛”というところなので、そうなると問題につなげにくいというか（笑）」。
PVはジャーニーの「Separate Ways」のオマージュで、バンドのメンバー役としてお笑い芸人のマテンロウ アントニー、デニス 植野行雄、フランキー ファビアン、レキシのサポートメンバーである風味堂の渡和久が出演している。4:3のアナログ画質風になっている。
歌い出しで「世襲制」と言っているが、本人はこのことについて「そこは別に全く意識してなくて、言葉の響きだけで一発目にそれを言いたいっていうのがあって、掴みとして乗っけただけです。でももともとレキシはそうですから。勝手にひとり歩きするみたいなのが多いですし。今回もそうなった部分もあるかもしれないですけど。」とコメントしている。。

## 収録曲
全作詞・作曲・編曲：池田貴史
1. KATOKU
  - ダイハツ工業「トール」CMソング。
2. 眠れるレキシ～オルゴールで聴くリレッキシミュージック～
  - 「きらきら武士」、「狩りから稲作へ」、「SHIKIBU」、「最後の将軍」、「年貢 for you」のオルゴールアレンジ版。
3. トロピカル源氏〜レキシ変〜
  - DJやついいちろうに楽曲提供した「トロピカル源氏」のボーカル、ドラム、ベースなどを新録したバージョン。
4. きらきら武士〜Live ver.〜